# فرانک گینه
فرانک گینه (به انگلیسی: Guinean franc) (به زبان بومی: franc guinéen) با کد ایزوی GNF، یکای پول رایج در کشور جمهوری گینه است. مسئولیت کنترل این یکای پول برعهدهٔ بانک مرکزی جمهوری گینه قرار دارد.
کشور گینه یکی از کشورهای فقیر آفریقایی است که افزایش تورم و بی‌ثباتی در امنیت و حضور گانگسترها باعث بی‌ارزش‌تر شدن واحد پولی این کشور شده است. گینه یکی از پر تورم‌ترین کشورهای جهان به‌شمار می‌آید. خاک گینه بسیار ارزشمند بوده و این کشور از منابع طبیعی غنی مانند طلا، الماس و آلومینیوم برخوردار است. با وجود این منابع طبیعی قدرتمند و با ارزش، گینه باید یک کشور ثروتمند باشد اما می‌بینیم که پول ملی این کشور در رده هفتم بی‌ارزش‌ترین پول‌های دنیا در سال 2020 قرار دارد.